# Boophis andreonei
Boophis andreonei е вид жаба от семейство Mantellidae. Видът е уязвим и сериозно застрашен от изчезване.

## Разпространение
Разпространен е в Мадагаскар.

## Описание
Популацията на вида е намаляваща.